# Plch velký
Plch velký (Glis glis) je hlodavec, největší plch ze čtyř druhů plchů, které žijí v ČR.

## Výskyt
Osídluje větší část Evropy s výjimkou Skandinávie, Islandu a jihu Španělska a Portugalska.
V České republice se vyskytuje ostrůvkovitě (např. Chráněná krajinná oblast Kokořínsko – Máchův kraj, Chřiby, Bílé Karpaty, Novohradské hory, Beskydy; chybí např. na Vysočině nebo na Šumavě). Žije v listnatých a smíšených lesích (v jehličnatých výjimečně), v krasu a na jiných skalnatých územích (např. balvanité sutě, kvádrové pískovce), také v parcích, zahradách či vilových čtvrtích měst (např. na Petříně v Praze).

## Popis
Dosahuje takřka velikosti veverky obecné. Je dlouhý 12 až 18 cm a ocas má dlouhý 12 až 15 cm. Váží 80 až 155 g (přičemž před hibernací běžně svoji hmotnost zdvojnásobí). Má hustou jemnou srst, svrchní strana těla je stříbřitě lesklá, šedá až šedohnědá, spodní strana bělavá, znatelně oddělená. Ušní boltce jsou malé, zaoblené. Černé velké kulaté oči jsou korálkovitě lesklé a tmavě olemované. Na čenichu jsou nápadné odstávající smyslové chlupy. Ocas je dlouhý, protáhle huňatý. Nohy jsou relativně krátké (přední nohy mají čtyři prsty, zadní pět), opatřené na prstech ostrými arborikolními drápy (arborikolní – žijící v korunách stromů). Chodidla jsou holá.

### Hlasový projev
Plch velký vydává pískavé zvuky podobné mláďatům puštíka obecného. (Kromě toho lze slyšet např. v chatě jeho hlasité dupání a hryzání.)  „Tomu, proč na sebe plši volají a co jejich volání znamená, by přírodovědci rádi přišli na kloub. Plši na sebe třeba volají minutu nebo dvě, pak je půl hodiny ticho, a pak se zase ozvou. Většinou se ozývají celou letní noc...“ Lze je slyšet např. v Nízkém Jeseníku, na Drahanské vrchovině nebo v Oderských vrších. „V hustých smíšených nebo listnatých lesích to uprostřed léta v noci vypadá jako někde v tropické džungli – plši skáčou z větve na větev, pískají na sebe, shazují bukvice nebo žaludy...“

## Způsob života
Aktivní je za soumraku a v noci, výborně šplhá a skáče. Den přečkává ve stavu strnulosti, v torporu (ve stavu regulované hypotermie). Přestože je teritoriální, žije i v rodinách. Potravou mu jsou listy, pupeny, kůra, žaludy, bukvice, ořechy, bobule, plody, někdy i hmyz a jiní členovci, vejce a ptačí mláďata. Občas si vytváří letní zásoby, nikdy ne zimní.
Samice rodí jedenkrát za rok 4–6 holých a slepých mláďat. Březost trvá 30–32 dní. Po 8 týdnech jsou mláďata samostatná. Hned se začínají krmit kaloricky bohatými žaludy, bukvicemi aj., aby přečkala zimu. K zimnímu spánku se ukládají přibližně o měsíc později než starší generace, tj. koncem října.  
Úkryt mívá ve včelínech, chatách, chalupách a jiných osamělých staveních, v dutinách stromů, škvírách ve skalách a s oblibou v ptačích budkách (zejm. velikosti sýkorníku). Hibernuje ve skalních štěrbinách, dutinách stromů, řidčeji v zemi.
Zimu, resp. období od října do května přečkává hibernací. Prospí nejen celou zimu, ale někdy dokonce podstatnou část celého roku. Bylo zjištěno, že v roce, ve kterém mají plši nedostatek potravy, jsou schopni prospat i 11,5 měsíců. V tzv. semenných letech (roky úrodné na produkci semen stromů) se naopak probouzejí mnohem dříve, přičemž samci přibližně o měsíc dříve než samice.
Mezi přirozené predátory plcha patří puštík, lasice, kuna, při hibernaci také liška nebo jezevec.

### Plši, pěvci a globální oteplování
Především v létě a na podzim jsou plši velcí závislí na produkci semen stromů. Ovšem na jaře po probuzení z hibernace vyhledávají i živočišnou potravou, často ptačí mláďata. Kvůli celkovému nárůstu teplot nastávají semenné roky mnohých stromů (mj. buku a dubu) častěji. Reprodukce plchů je závislá právě na úrodě bukvic a žaludů, probíhá pouze v semenných letech. V letech, kdy je produkce semen nízká, se plši nemnoží. Kvůli klimatickým změnám se plši rozmnožují častěji a jsou početnější. Kromě toho se z hibernace probouzejí dříve. (Posun je rychlý, každých deset let o osm dní.) Dříve také přilétají stěhovaví pěvci a dříve začínají hnízdit. Proto se překrývá jarní aktivita plchů s dobou hnízdění ptáků –  plši se probouzejí uprostřed doby hnízdění pěvců a plení vejce či mláďata. Ztráty se pohybují okolo 20 %. (V dřívějších letech se plši probouzeli na konci doby hnízdění ptáků a způsobovali jim jen drobné ztráty.) Zajímavé je, že přestože se predace zvýšila, nedochází zatím k poklesu početnosti dotčených pěvců.

## Ochrana
V České republice patří plši mezi ohrožené druhy živočichů, a jsou proto zákonem chráněni (patří mezi zvláště chráněné druhy). Je zakázáno je zabíjet, rušit nebo ničit jejich životní prostředí. Zároveň je důležité sledovat jejich rozšíření a udržet si přehled o tom, zda plchů u nás ubývá, nebo přibývá, případně ve kterých oblastech. V roce 2016 probíhalo mapování výskytu plcha velkého v České republice.